# NGC 7682
NGC 7682 في الفهرس العام الجديد، هي مجرة، تقع في كوكبة الحوت. اكتشفت في 1862 بواسطة هاينريش لويس دريست.

## روابط خارجية
- NGC 7682 على موقع ويكي سكاي: DSS2, SDSS, GALEX, IRAS, Hydrogen α, X-Ray, Astrophoto, Sky Map, Articles and images